# Numeración fenicia
La numeración fenicia es un sistema de numeración utilizado por los fenicios y cartagineses que hacían uso del alfabeto fenicio. El tipo más común utilizaba símbolos para representar los números, aunque también, por influencia helenística, se utilizaron las letras del alfabeto. Ninguno de los dos sistemas era posicional.
| Valor | Núm. fenicio | Desarrollo |  | Valor | Núm. fenicio | Desarrollo       |
| ----- | ------------ | ---------- |  | ----- | ------------ | ---------------- |
| 1     | 𐤖            | 1 ←        |  | 20    | 𐤘            | 20 ←             |
| 2     | 𐤚            | 2 ←        |  | 30    | 𐤘𐤗           | 10+20 ←          |
| 3     | 𐤛            | 3 ←        |  | 40    | 𐤘𐤘           | 20+20 ←          |
| 4     | 𐤛𐤖           | 1+3 ←      |  | 50    | 𐤘𐤘𐤗          | 10+20+20 ←       |
| 5     | 𐤛𐤚           | 2+3 ←      |  | 60    | 𐤘𐤘𐤘          | 20+20+20 ←       |
| 6     | 𐤛𐤛           | 3+3 ←      |  | 70    | 𐤘𐤘𐤘𐤗         | 10+20+20+20 ←    |
| 7     | 𐤛𐤛𐤖          | 1+3+3 ←    |  | 80    | 𐤘𐤘𐤘𐤘         | 20+20+20+20 ←    |
| 8     | 𐤛𐤛𐤚          | 2+3+3 ←    |  | 90    | 𐤘𐤘𐤘𐤘𐤗        | 10+20+20+20+20 ← |
| 9     | 𐤛𐤛𐤛          | 3+3+3 ←    |  | 100   | 𐤖𐤙           | 100+1 ←          |
| 10    | 𐤗            | 10 ←       |  | 143   | 𐤙𐤘𐤘𐤛         | 3+20+20+100 ←    |
| 11    | 𐤗𐤖           | 1+10 ←     |  | 200   | 𐤚𐤙           | 100+2 ←          |
| 12    | 𐤗𐤚           | 2+10 ←     |  | 300   | 𐤛𐤙           | 100+3 ←          |
| 13    | 𐤗𐤛           | 3+10 ←     |  | 340   | 𐤛𐤙𐤘𐤘         | 20+20+100+3 ←    |
| 14    | 𐤗𐤛𐤖          | 1+3+10 ←   |  | 400   | 𐤛𐤖𐤙          | 100+4 ←          |
| 15    | 𐤗𐤛𐤚          | 2+3+10 ←   |  | 500   | 𐤛𐤚𐤙          | 100+5 ←          |
| 16    | 𐤗𐤛𐤛          | 3+3+10 ←   |  | 600   | 𐤛𐤛𐤙          | 100+6 ←          |
| 17    | 𐤗𐤛𐤛𐤖         | 1+3+3+10 ← |  | 700   | 𐤛𐤛𐤖𐤙         | 100+7 ←          |
| 18    | 𐤗𐤛𐤛𐤚         | 2+3+3+10 ← |  | 800   | 𐤛𐤛𐤚𐤙         | 100+8 ←          |
| 19    | 𐤗𐤛𐤛𐤛         | 3+3+3+10 ← |  | 900   | 𐤛𐤛𐤛𐤙         | 100+9 ←          |

## Sistema de símbolos
Consistía en símbolos diferenciados para los valores de «1», «2», «3», «10», «20» y «100». El signo de «1» era un simple trazo vertical; el resto de números hasta el 9 se formaban mediante combinaciones de sumas de los tres primeros valores. El símbolo de «10» era una línea horizontal, mientras que el símbolo de «20» podía aparecer con diferentes variantes, entre las que se encontraba la combinación de los símbolos de «10», aproximadamente en forma de Z. Cantidades mayores se formaban agrupando la cantidad correspondiente de símbolos de «10» y de «20». Había diversas variantes del símbolo de «100», y éste podía combinarse con el número precedente con valor multiplicatorio, p. ej., la combinación de «4» y «100» producía 400.

## Sistema de letras
Las letras del alfabeto fenicio pueden haberse usado como numerales, aunque sólo hay constancia de este uso para las letras de 𐤀 a 𐤏 a fin de indicar las cifras del 1 al 10 en las monedas alejandrinas de Sidón.